# Lea Mbassi
 (janvier 2024).
La mise en forme du texte ne suit pas les recommandations de Wikipédia : il faut le « wikifier ».
Les points d'amélioration suivants sont les cas les plus fréquents :
- Les titres sont pré-formatés par le logiciel. Ils ne sont ni en capitales, ni en gras.
- Le texte ne doit pas être écrit en capitales (les noms de famille non plus), ni en gras, ni en italique, ni en « petit »…
- Le gras n'est utilisé que pour surligner le titre de l'article dans l'introduction, une seule fois.
- L'italique est rarement utilisé : mots en langue étrangère, titres d'œuvres, noms de bateaux, etc.
- Les citations ne sont pas en italique mais en corps de texte normal. Elles sont entourées par des guillemets français : « et ».
- Les listes à puces sont à éviter, des paragraphes rédigés étant largement préférés. Les tableaux sont à réserver à la présentation de données structurées (résultats, etc.).
- Les appels de note de bas de page (petits chiffres en exposant, introduits par l'outil «  Source ») sont à placer entre la fin de phrase et le point final[comme ça].
- Les liens internes (vers d'autres articles de Wikipédia) sont à choisir avec parcimonie. Créez des liens vers des articles approfondissant le sujet. Les termes génériques sans rapport avec le sujet sont à éviter, ainsi que les répétitions de liens vers un même terme.
- Les liens externes sont à placer uniquement dans une section « Liens externes », à la fin de l'article. Ces liens sont à choisir avec parcimonie suivant les règles définies. Si un lien sert de source à l'article, son insertion dans le texte est à faire par les notes de bas de page.
- La présentation des références doit suivre les conventions bibliographiques. Il est recommandé d'utiliser les modèles {{Ouvrage}}, {{Chapitre}}, {{Article}}, {{Lien web}} et/ou {{Bibliographie}}. Le mode d'édition visuel peut mettre en forme automatiquement les références.
- Insérer une infobox (cadre d'informations à droite) n'est pas obligatoire pour parachever la mise en page.

Pour une aide détaillée, merci de consulter Aide:Wikification.
Si vous pensez que ces points ont été résolus, vous pouvez retirer ce bandeau et améliorer la mise en forme d'un autre article.
Pour les articles homonymes, voir Mbassi.
Lea Mbassi, dit Loa, né au XIXe siècle à Kolomandouka (commune de Bonaléa dans le Moungo), est un roi des Bankons. 
Le nom du village Bonaléa signifie littéralement famille des Lea (bona : descendance ou clan + Lea).

## Biographie
Lea Mbassi est le fils de Mbassi Longo, petit fils de Longo Nseke (et de Mbassé dit Mbendé) et arrière-petit-fils de Nseke Peh, arrière-arrière-petit-fils de Pee (guerrier du clan Bonkeng ou du clan Bonewalé, né à Barombi Mbo) et de Ndongue Nam (née à Kumba, Sud-Ouest).
Il est déjà cité comme Roi Abo « King Abo / King Priso » dès 1875.
Il est le dernier Roi (chef supérieur) des Bankons (aussi appelés Abos) avant la séparation de la communauté en deux cantons distincts (Abo-Nord et Abo-Sud) en représailles à la Révolte de 1891. 
Son titre traditionnel est Nukesi (lion ou roi des Rois en langue bankon)
Il épouse Nyake Mbella. Ils ont trois enfants : Ngombe Lea Mbassi, Priso Lea Mbassi  et Essoukan Lea Mbassi.
Son fils, Priso Lea Mbassi, ne régnera jamais. Il épouse Engome Bambou (née à Kounang, Abo-Nord, Moungo) avec laquelle il a sept enfants : Léa, Kotto, Manga, Diboussi, Ndoutou, Essoukan et André-Marie Ngom (en 1890). C'est son petit-fils André-Marie qui aura la charge de régner.
Il refuse la coupe de forêts et la vente de terrains appartement aux Abos. Il saisit à plusieurs reprises les autorités coloniales pour s'opposer aux mises en concession, ou faire accorder l'adjudication des concessions concernées pour son propre peuple.
À compter de 1930, il délègue certaines de ses attributions, notamment en matière d'état civil, à son petit-fils, qui se voit chargé du rôle d'officier d'état civil à Bonaléa, et dans les 8 autres villages de la région, comme suppléant du chef supérieur Abo-Nord.
À sa mort en 1934, son petit-fils André-Marie Ngom Priso Lea hérite le trône du canton Abo-Nord.